# Expositurkirche Heinfels

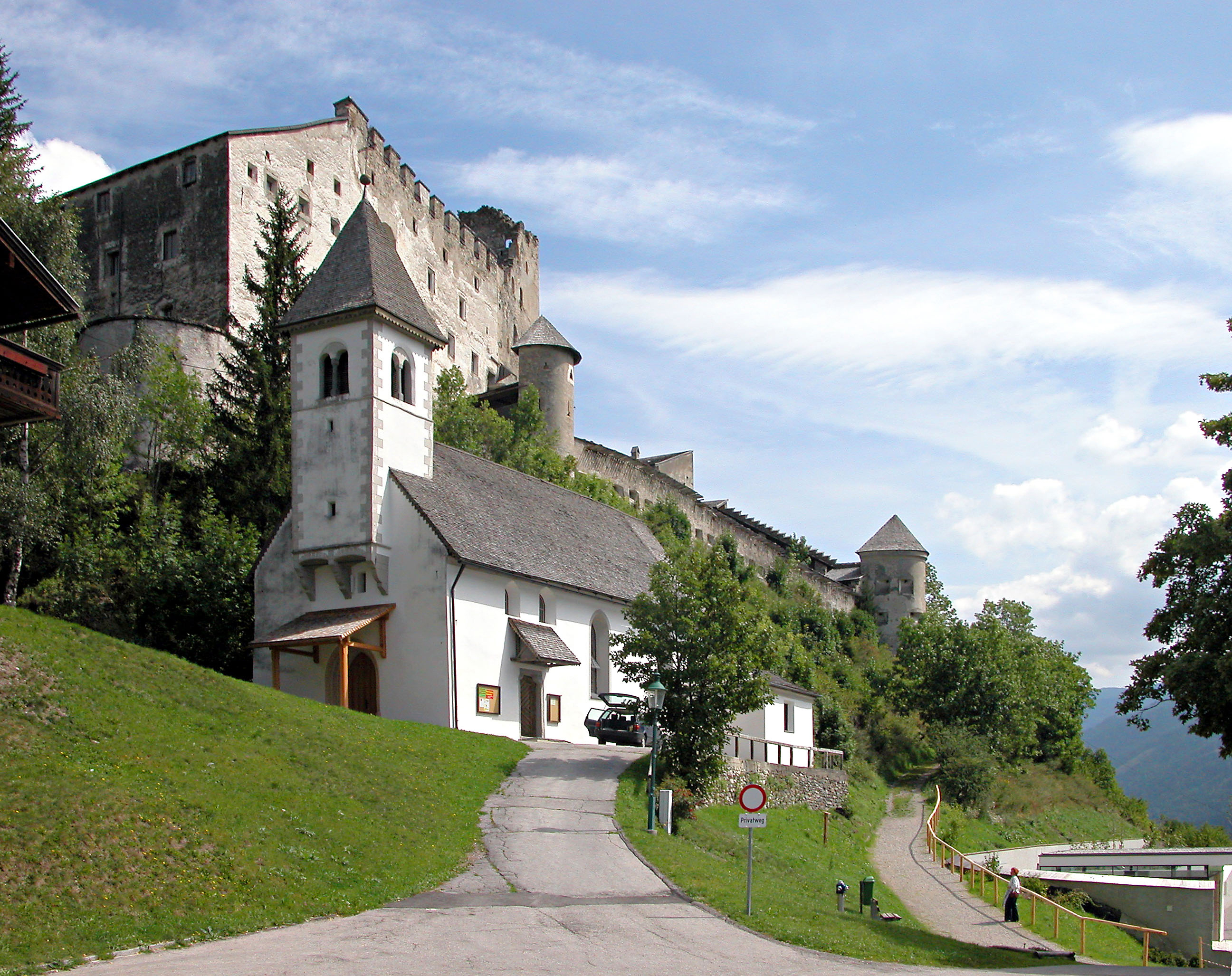
Katholische Expositurkirche Hll. Peter und Paul in Heinfels

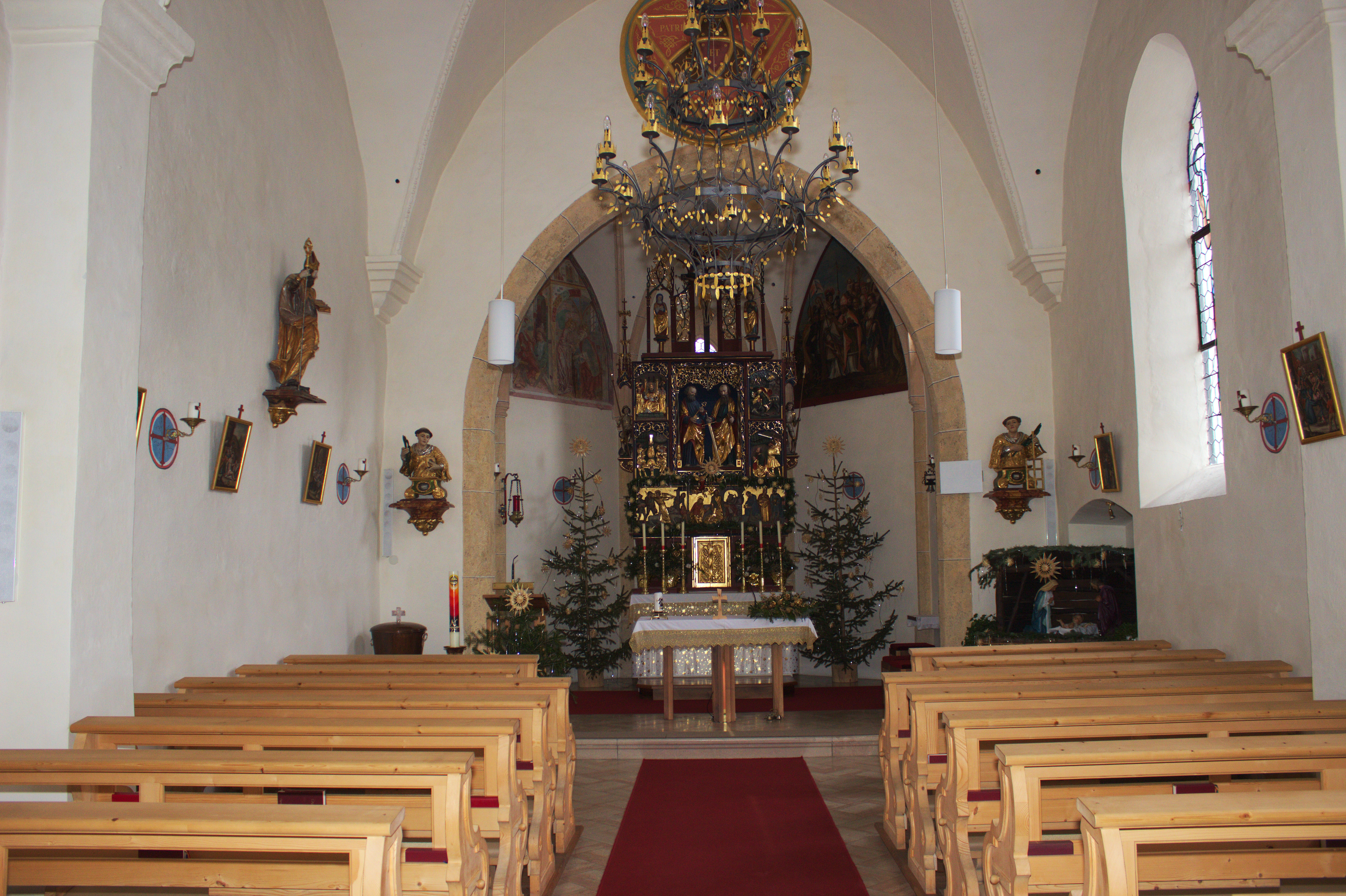
Langhaus, Blick zum Chor

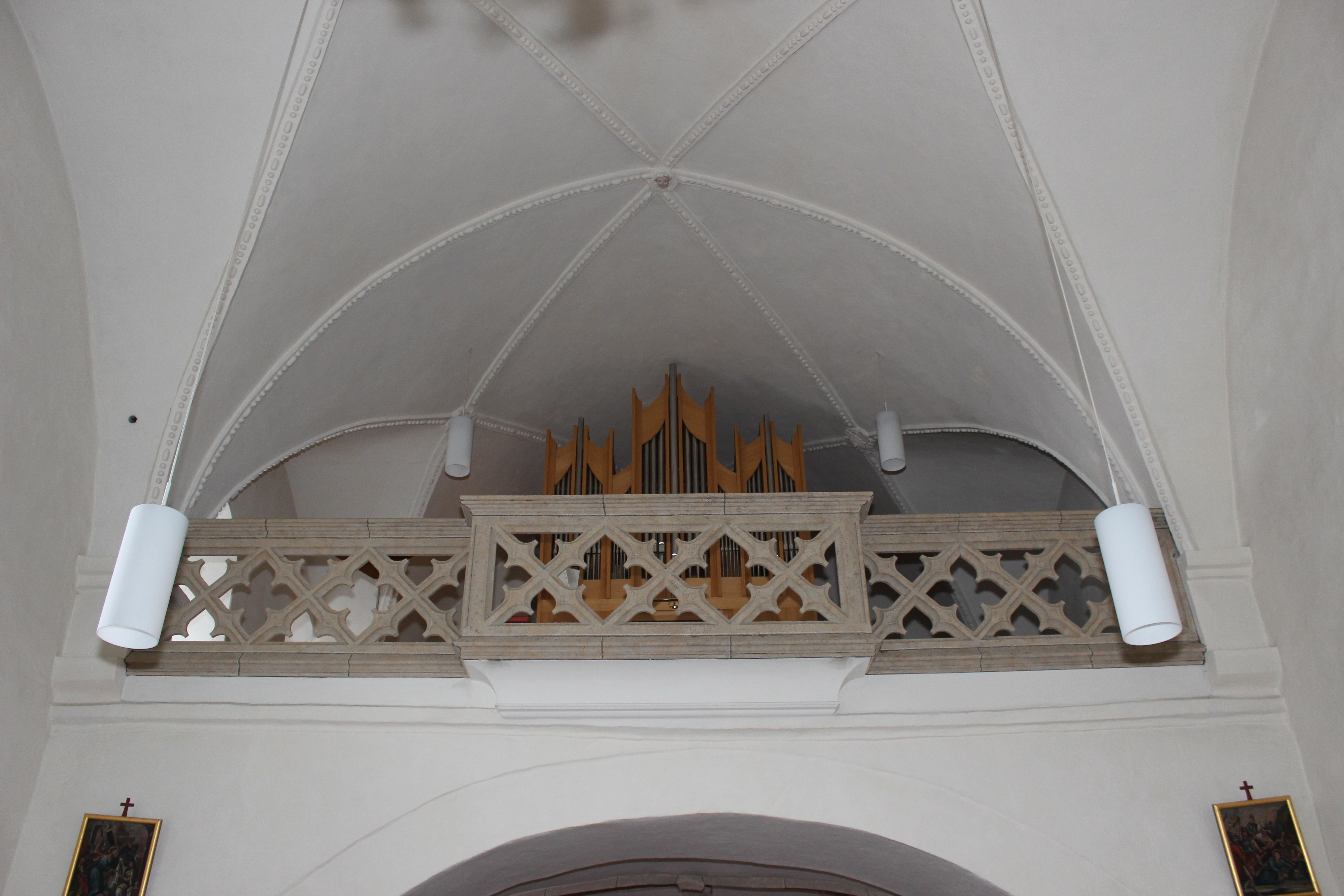
Langhaus, Blick zur Orgelempore

Die römisch-katholische Expositurkirche Heinfels steht in exponierter Lage knapp unter der Burg Heinfels in der Gemeinde Heinfels im Bezirk Lienz im Bundesland Tirol. Die dem Patrozinium der Heiligen Peter und Paul unterstellte Expositurkirche gehört zum Dekanat Sillian in der Diözese Innsbruck. Die Kirche steht unter Denkmalschutz (Listeneintrag).

## Geschichte
Urkundlich wurde 1331 und 1379 die Burgkapelle genannt. 1787 wurde das Benefizium von der Burgkapelle auf die außenstehende Kirche übertragen und diese damit zur Expositurkirche erhoben.
Der einfache gotische Kirchenbau um 1470/1480 wurde im 17. Jahrhundert umgestaltet.

## Architektur
Das Kirchenäußere zeigt ein Langhaus mit einem eingezogenen polygonalen Chor. Das Südportal mit einem Schulterbogen hat eine Steinrahmung, das gotische Westportal ist vermauert und dient als Gedächtnisstätte für verstorbene Seelsorger. Das steile Satteldach trägt über profilierten Kragsteinen einen wuchtigen Giebelreiter aus 1670/1780 mit gekoppelten Schallfenstern und einem Pyramidendach.
Das Kircheninnere zeigt ein einschiffiges dreijochiges Langhaus unter einem Tonnengewölbe mit Stichkappen auf einfachen Pilastern mit Kapitellen. Das Gewölbe zeigt Stuck aus 1680 mit Perlstäben, Laubkränzen, kleinen Engelsköpfen und Rosetten. Die Empore aus 1633 wird von einem gotisierenden Sterngratgewölbe auf Wandkonsolen unterwölbt, die quadratischen Schlusssteine haben Vertiefungen, die neugotische Brüstung zeigt Maßwerk. Der spitzbogige Triumphbogen ist abgefast. Der eingezogene Chor mit einem Fünfachtelschluss hat ein gotisches Rippengewölbe auf Wanddiensten mit Halbkapitellen, das Gewölbe hat einen runden Schlussstein und vier vertiefte Vierpässe in den Gewölbekappen. Die Fenster sind spitzbogig.
Die spätgotische Wandmalerei in der Nordostschräge des Chores aus dem Ende des 15. Jahrhunderts wohl von der Werkstatt Friedrich Pacher zeigt die Befreiung Petri. Die Glasmalereien der Heiligen Isidor und Notburga nach einem Entwurf von Karl Rieder schuf die Tiroler Glasmalereianstalt 1949.

## Ausstattung
Der Hochaltar ist ein spätgotischer Flügelaltar aus 1520/1525, welcher 1951 rekonstruiert wurde; die Schnitzwerke sind kärntnerisch, die Malereien schuf Peter Peisch, der Schrein trägt die Statuen der Heiligen Peter und Paul in Goldfassung; die Reliefs an den Innenseiten der Flügel zeigen vier Szenen aus dem Leben der beiden Heiligen; die Reliefs an der Predella aus der zweiten Hälfte des 17. Jahrhunderts zeigen die Kreuzabnahme, Grablegung, Auferstehung, als Schreinwächter die Heiligen Georg und Florian auf Konsolen; im Gespreng befindet sich eine Kreuzigungsgruppe. Die Tafelbilder an den Außenseiten der Flügel zeigen die Heiligen Martin, Rochus, Sebastian, Laurentius und seitlich vom Schrein zwei heilige Päpste, an den Flügeln der Predella Christus am Ölberg mit schlafenden Jüngern, und an der Rückseite in skizzenhafter Ausführung die Heiligen Christophorus, Jakobus den Älteren und Jakobus den Jüngeren.
Die Skulpturen im Langhaus zeigen den Hl. Petrus um 1450 und den Hl. Nikolaus um 1730/1750. An der Triumphbogenwand befinden sich zwei Reliquienschreine mit Büsten der Heiligen Stephanus und Laurentius aus dem 18. Jahrhundert. In der rechten Chorschräge befindet sich das Bild Vierzehn Nothelfer aus dem 17. Jahrhundert. Die Stationstafeln entstanden im 18. Jahrhundert.
Das dreiteilige Orgelgehäuse ist neugotisch. Die zweimanualige Orgel mit 8 Registern und Pedal wurde von der Orgelbaufirma Škrabl aus Slowenien im Jahr 2005 errichtet.
Im Kirchturm befinden sich 2 Glocken (Herz Jesu / Herz Mariä – 83 cm und St. Peter und Paulus – 69 cm), welche 1949 von der Salzburger Glockengießerei Oberascher gegossen wurden.